# Leiva
|  | Per a altres significats, vegeu «Leiva (desambiguació)». |

Leiva és un municipi de la comunitat autònoma de la Rioja (Espanya), de la Comarca de Santo Domingo de la Calzada.

## Demografia
A l'1 de gener de 2010 la població del municipi ascendia a 292 habitants, 152 homes i 140 dones.
| Gràfica d'evolució de Leiva entre 1857 i 2018 |
|                                               |

## Comunicacions
- A l'oest, per la carretera LR-200, està comunicada amb Tormantos
- A l'est, amb Herramélluri; també amb Santo Domingo de la Calzada, a 11 km en aquesta direcció.
- Al nord Treviana per la LR-305.

## Llocs d'interès

### Edificis i monuments
- Castell-palau dels senyors de Leiva.
- Ermita de la Mare de Déu Pelegrina
- Fundació Joan de Déu Oña
- Església de la Purificació de Santa Maria
- Pont romànic, construït al voltant del segle xiii sobre el riu Estirada en una variant de la via romana, s'observa influència gòtica.

### Altres llocs d'interès

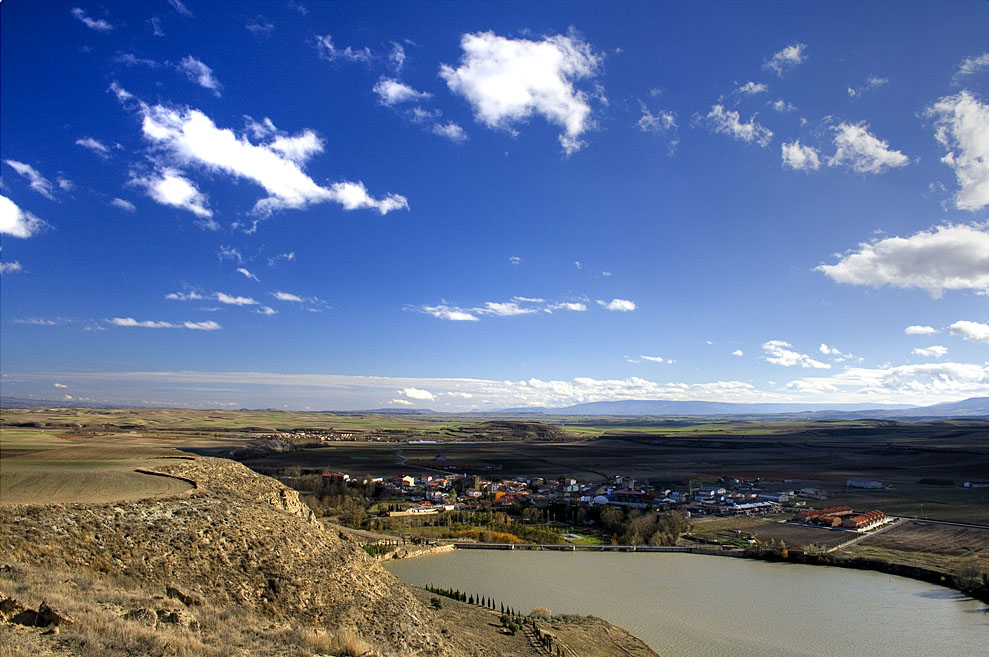
Vista de Leiva des de la presa

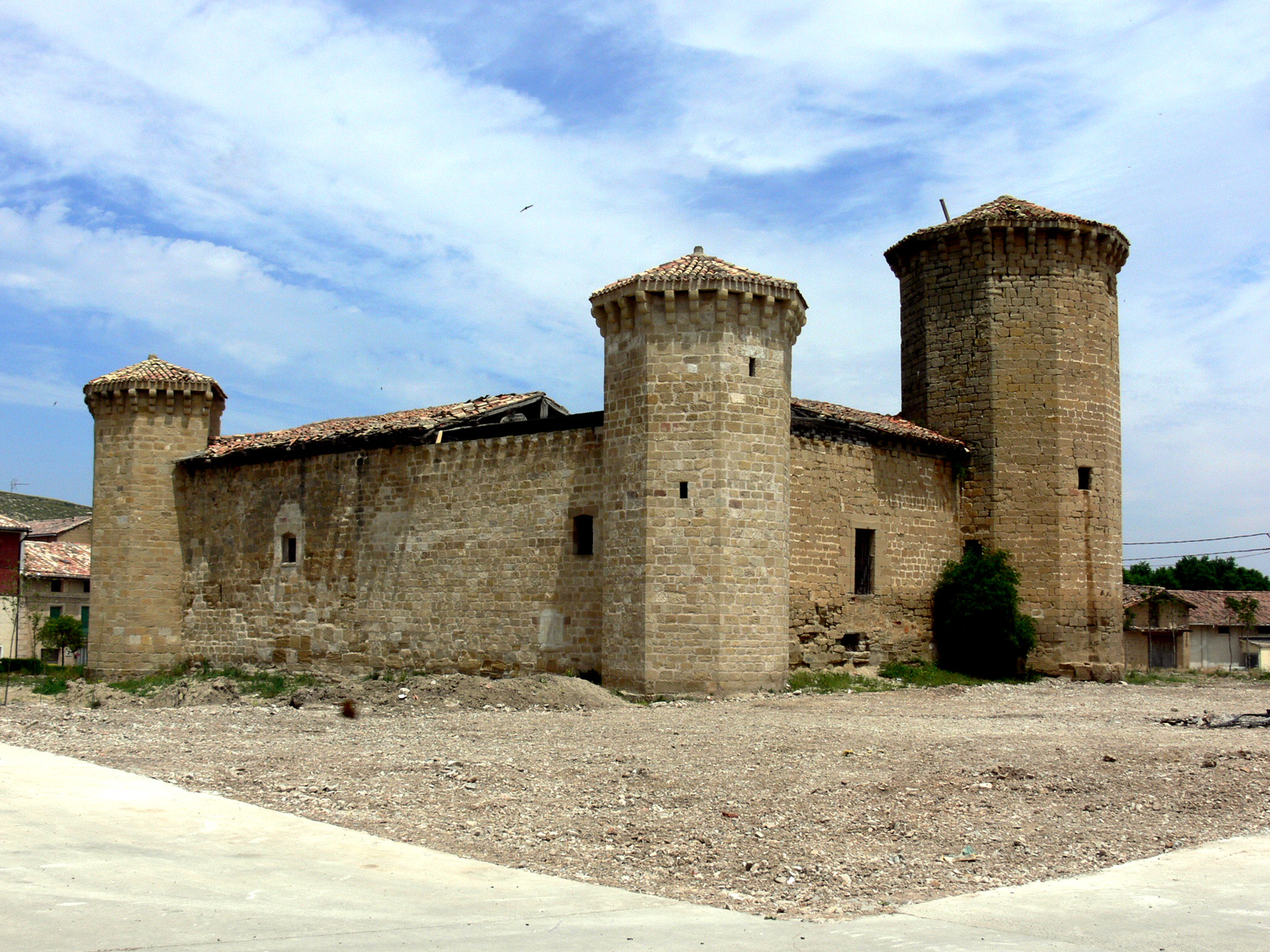
Castell-palau dels senyors de Leiva.

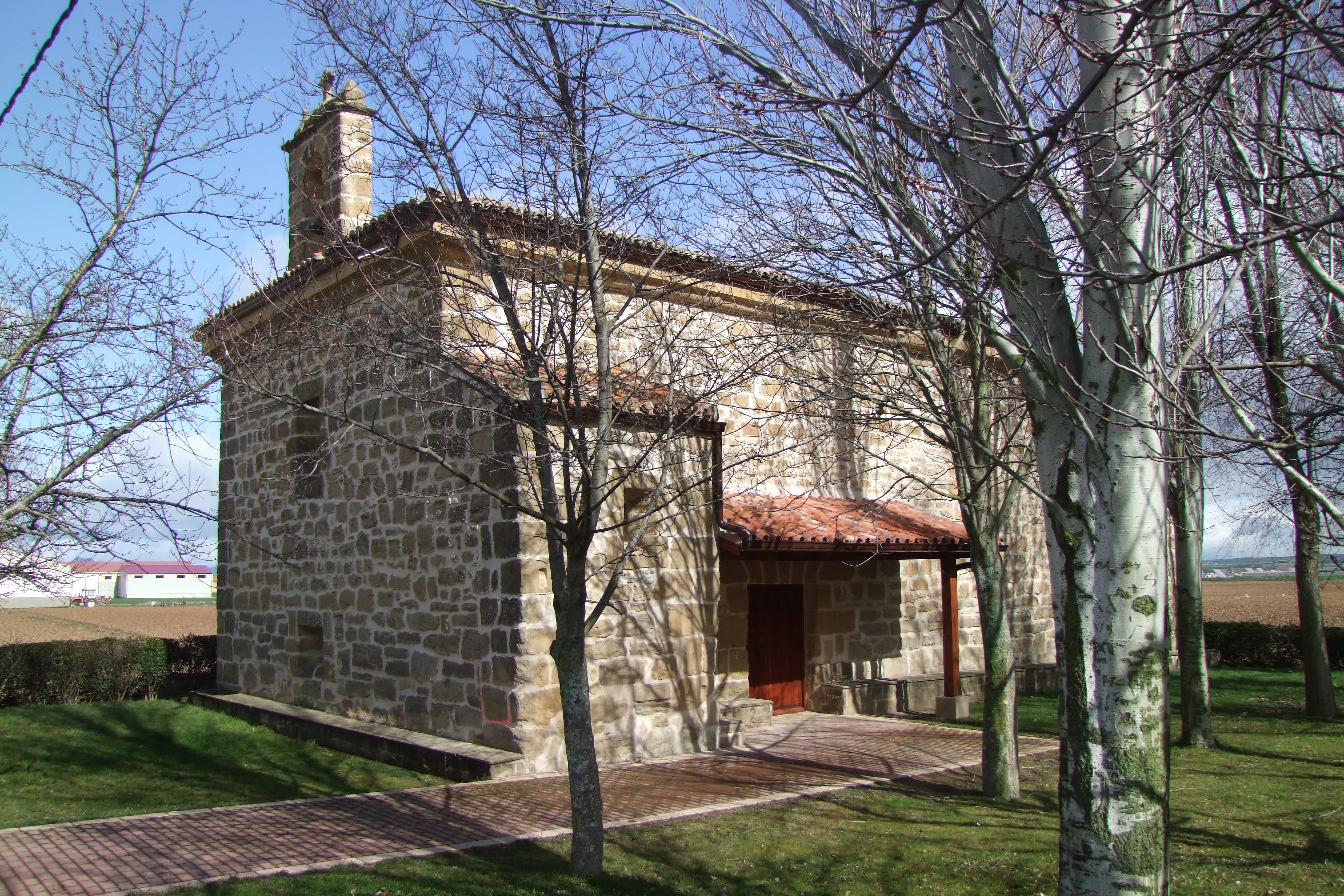
Ermita de la Mare de Déu Pelegrina.

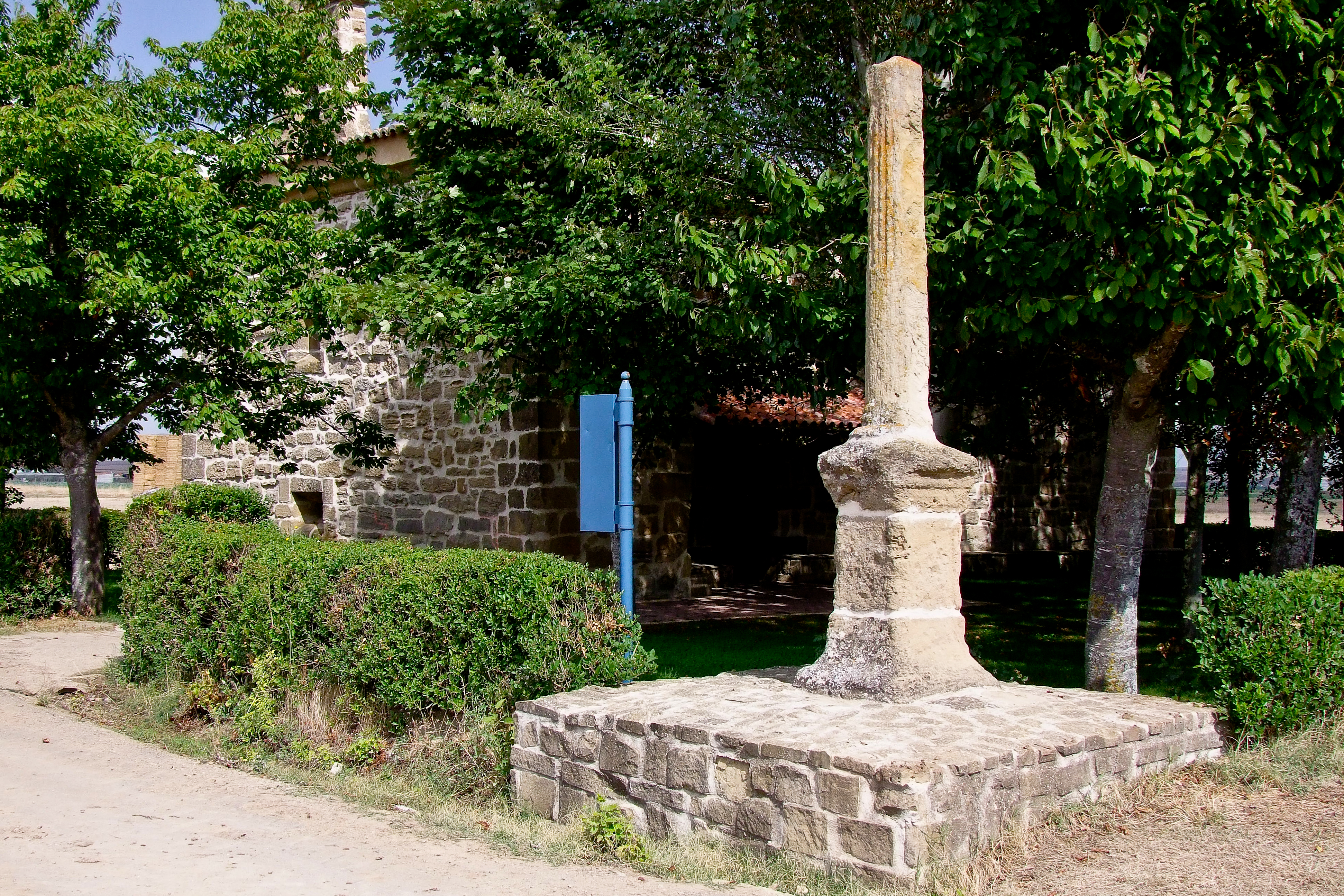
Creuer de Leiva.

- Embassament de Leiva
- El creuer.

## Esport
Van ser molt coneguts els pilotaris locals Pelomaiz, que va jugar amb el nom de Rioja, i Pedro Gordo. L'esdeveniment més important que se celebra és el Campionat de Pala, que ha complert més de 32 edicions.

## Festes locals
- 5 de febrer, Santa Àgueda.
- Primer dissabte de maig, romeria de Sant Vitores a Fresno de Riu Estirada (Burgos).
- 15 de maig, Sant Isidre.
- 29 i 30 de juny, Sant Pere i Sant Pau.
- Últim cap de setmana d'agost, festes de Acció de Gràcies.
- 30 de novembre, Sant Andreu.

## Persones il·lustres
- Antonio de Leiva, militar del segle xvi, heroi de la batalla de Pavia (Itàlia).
- Jesús Miguel Alonso Chavarri, escriptor i novel·lista, guardonat amb diversos premis com el Vila de Madrid per la seva novel·la Tasugo. Actualment és professor de matemàtiques i columnista per al diari La Rioja. A més escriu obres de teatre interpretades pel grup teatral de Leiva.

## Leiva en la cultura
L'escriptor Jesús Miguel Alonso Chavarri ha transformat la seva localitat natal, Leiva a Santa Prisca de Háchigo en la seva Trilogia del Háchigo, de la qual ha publicat Tasugo i L'any de la fam.
El 2007, el cantant de La Rioja i fill d'un paisà de Leiva, Juancho Ruiz, el Charro, va compondre i va gravar un tema dedicat al poble i a la seva Verge Pelegrina.